# Maksal
Maksal est une localité du Cameroun située dans l'arrondissement de Meri, le département du Diamaré et la région de l’Extrême-Nord. Elle fait partie du canton de Douroum.

## Population
En 1974, la localité comptait 327 habitants, des Moufou.
Lors du recensement de 2005, on y a dénombré 421 personnes.